# Геологія Демократичної Республіки Конго
Геологічна будова Демократичної Республіки Конго
Тер. ДР Конго займає велику частину Африканської платформи. Вона охоплює найбільший в регіоні кратон Конго архейської або нижньопротерозойської стабілізації, а також фрагменти обрамовуючих його верхньопротерозойських складчастих поясів: на сході — Кібарського (1,3-0,97 млрд років) і на заході — Зах.-Конголезького (0,65 млрд років). На крайньому півд.-сході розташований Катангський складчастий пояс (0,65 млрд років). Фундамент кратону Конго виступає в двох підняттях (масив Касаї), розділених синеклізою. У його будові беруть участь мігматит-ґрануліто-ґнейсовий комплекс з базитами, амфіболітами, кварцитами і метавулканогенно-осадові товщі верх. архею і (або) раннього протерозою. Із зеленокам'яними поясами на півн. кратону пов'язані родов. руд заліза і золота. Найбільш древні відклади чохла кратону — ниж. і верх. протерозойські. Вище знаходяться континентальні відклади пермі-тріасу і юри, а також крейди. Континентальні кайнозойські відклади поширені як в синеклізі, так і по периферії масиву Касаї. Тут є численні трубки кімберлітів з великими родов. алмазів. У верхньопротерозойських відкладах зустрічаються мідно-поліметалічні зруденіння.
У будові Кібарського складчастого пояса беруть участь ґнейсовий комплекс Кікука (верхній архей), метавулканогенно-ґнейсово-сланцевий комплекс Рузізі-Увіра (нижній протерозой), кварцито-сланцеві комплекси — Кібарський (бл. 1,3 млрд років) та Нія-Касіба (0,97 млрд років). Перші три прорвані синтектонічними вапняково-лужними гранітами нижнього і середнього рифею. Всі комплекси прорвані пізньорифейськими оловоносними та рідкіснометалічними гранітами, пегматитами та золотоносними кварцовими жилами. На зах. фланзі Кібарського пояса залягають льодовикові відклади пермі-тріасу. Вздовж його осьової зони проходить кайнозойська рифтова система, до якої приурочені центри (Вірунга та Півд. Ківу) лужного, лужно-базальтового та карбонатитового вулканізму олігоцен-міоценового та молодшого віку.
Складчасті пояси Катангський і Зах.-Конголезький складені карбонатно-теригенними товщами середнього і верхнього рифею, частково — венду, і мало відмінні від кратонів Конго і Бангвеулу. У Катангському поясі з ними пов'язане унікальне за масштабами стратиформне мідне і мідно-кобальтове зруденіння. На крайньому заході країни, на узбережжі, поширені мілководні морські крейдові та кайнозойські відклади периокеанічного прогину, перспективні на фосфати, нафту, газ та сіль.